# Ахмедбейли — Физули — Шуша (автодорога)
Автодорога Ахмедбейли — Физули — Шуша — автомобильная дорога в Азербайджане, соединяющая Физулинский, Ходжавендский, Ходжалинский и Шушинский районы. Длина дороги составляет 81,7 км.
Автодорога пролегает через сложный горный рельеф и идёт параллельно Дороге Победы, спрямляя и сокращая её на 19,3 км.

## Описание
Строительство дороги в Карабахском экономическом районе началось в рамках программы «Великого возвращения». Дорога открыта 3 июля 2025 года.
Протяженность дороги составляет 81,7 км. Магистраль включает 1 развязку, 11 мостов, 7 тоннелей, 38 подземных переходов, 8 виадуков, 194 водопропускных труб. Общая длина мостов составляет 1557 метров, виадуков — 1965 метров, тоннелей в одном направлении — около 6450 метров. Самый длинный тоннель простирается более, чем на 3,3 км.
Первые 48 км трассы соответствуют I технической категории и имеют шесть полос движения. Остальные 33,7 км — четыре полосы. Ширина дорожного полотна составляет от 21,5 до 29,5 м.
Автодорога начинается от автодороги М6 Гаджикабул — Горадиз — Агбенд и пролегает через Физулинский, Ходжавендский, Ходжалинский и Шушинский районы.

## Награды
- Международная дорожная федерация (IRF Global) признала проект автомобильной дороги Ахмедбейли — Физули — Шуша победителем в категории «Инновационная методология строительства» (26 сентября 2024, Пловдив, Болгария)[6]